# Baile da Ópera de Viena

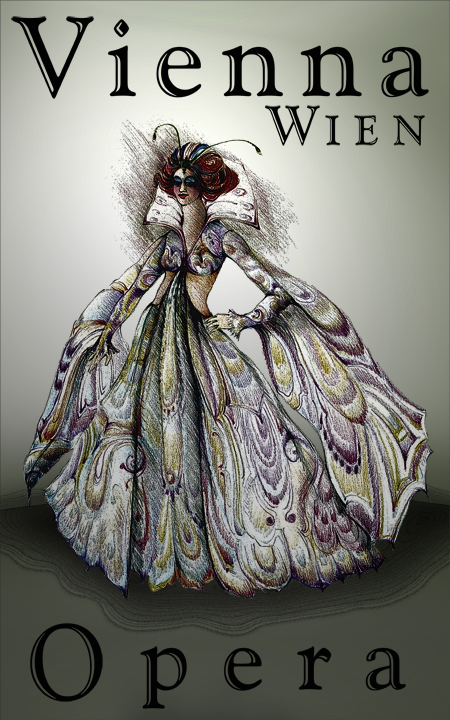
Poster

O Baile da Ópera de Viena (em alemão Wiener Opernball) é um evento social austríaco realizado anualmente às quintas feiras que antecedem a quarta-feira de cinzas, em uma construção da Ópera Estatal de Viena. Juntamente com o Concerto de Ano Novo de Viena, o Baile da Ópera é um dos eventos operísticos mais célebres da Áustria. As vestimentas são de gala: gravata branca e casaca para os homens, e vestidos longos para mulheres. O único evento associado com o Baile da Ópera de Viena é o Baile da Ópera de Dubai.
Já participaram do evento: José Carreras, Ramón Vargas, Paris Hilton, Sophia Loren, Geri Halliwell, Carmen Electra, Pamela Anderson, entre outros.